# Осиново (Луганская область)
Осиново (укр. Осинове) — село, относится к Новопсковскому району Луганской области Украины.

## История
Городок Осиновый Ровенек был построен донскими казаками по разным данным не позднее 1645 года, по другим не позднее 1693 года. Москва требовала его «свести», казаки настаивали, что городок необходим для защиты от врагов. После Булавинского восстания все близлежащие казачьи городки и земли были у казаков отобраны и переданы в ведение слобожан.
Слобода являлась центром Осиновской волости Старобельского уезда Харьковской губернии Российской империи.
Население по переписи 2001 года составляло 2240 человек.

## Местный совет
92342, Луганська обл., Новопсковський р-н, с. Осинове, вул. Леніна, 72 (укр.)